# Hellmut Geringer
Hellmut Geringer (* 25. Mai 1912 in Wien; † 4. Oktober 1989 ebenda) war ein österreichischer Jurist und Politiker.

## Leben
Als Sohn eines Postamtsdirektors geboren, studierte Geringer nach dem Besuch der Bundesrealschule und des Obergymnasiums in Horn Rechtswissenschaften an der Universität Wien. Nachdem er zu Schulzeiten der Ferialis Waldmark angehört hatte, wurde er während seines Studiums 1932 Mitglied der Wiener akademischen Burschenschaft Albia. Er wurde zum Dr. iur. promoviert. 1938 wurde er Leiter der Steuerabteilung der Hanf-, Jute- und Textilit AG in Wien und 1939 Ressortleiter der Treibacher Chemischen Werke AG, wo er bis 1979 arbeitete.
Am Zweiten Weltkrieg nahm er teil, zuletzt als Oberleutnant der Reserve, und geriet 1945 in Kriegsgefangenschaft, aus der er 1946 entlassen wurde. 1949 wurde er im Jahr der Parteigründung Mitglied im Verband der Unabhängigen (VdU). Von 1950 bis 1964 war er Mitglied des Gemeindevorstandes der Marktgemeinde Treibach-Althofen, ebenso wie von 1967 bis 1970 und von 1973 bis 1979; von 1964 bis 1965 war er dortiger Bürgermeister. 1965 wurde er geschäftsführender bzw. stellvertretender, von 1966 bis 1972 Landesparteiobmann der FPÖ-Landesgruppe Kärnten. Er war auch Mitglied des Bundesparteivorstandes und gehörte ab 1956 des Kärntner Parteigericht an. Von 1965 bis 1975 war er Abgeordneter im Kärntner Landtag, wo er unter anderem bis 1970 Obmann des Rechts- und Verfassungsausschusses und dann bis 1975 Mitglied des Rechts- und Verfassungsausschusses war. Bei der Wahl des Kärntner Landeshauptmanns am 20. März 1970 erhielt Geringer drei Stimmen und bekam damit hinter dem Sieger Hans Sima die zweitmeisten Stimmen.

## Ehrungen
- Wappenringträger der Marktgemeinde Treibach-Althofen
- Goldenes Ehrenzeichen für Verdienste um die Republik Österreich
- Großes Goldenes Ehrenzeichen des Landes Kärnten